# Viola cucullata
Espèce
Viola cucullata, en français la violette cucullée, est une espèce de de plantes à fleurs de la famille des Violaceae. C'est une violette du sous-genre Viola du genre Viola.
Son épithète spécifique vient du latin cucullus ('cornet' ou 'capuchon'), allusion au mode de préfoliation (conformation des feuilles précédant leur déploiement) des violettes, qui n'a pourtant rien de spécifique à l'espèce.
Elle est native de l'est de l'Amérique du Nord, de Terre-Neuve à l'Ontario et le Minnesota, vers le sud, la Géorgie.
Elle constitue l'emblème floral de la province canadienne du Nouveau-Brunswick.